# На границата
„На границата“ е български 6-сериен телевизионен игрален филм (исторически, драма) от 2014 г., продукция на БНТ.
Филмът е част от Националната културна програма, посветена на 100-годишнината от Първата световна война.
Снимките са правени в селата Сливек, Осоица, Синеморец и Безден.

## Сюжет
Филмът разказва за съдбата на 17-годишно момче, което расте в дом за изоставени деца. Той случайно открива писмата на Йордан Йовков от времето, когато е бил мобилизиран в Беломорска Тракия.

## Актьорски състав
- Димо Алексиев – офицерът
- Мартин Димитров – Валентин
- Валентин Танев – директорът
- Борис Луканов – старецът
- Макаме Джумбе – Ески Арап
- Николай Урумов – Рангелов
- Асен Данков – Асен
- Илияна Коджабашева – Коцева
- Дарин Ангелов – Ганев
- Росица Обрешкова – Иванова
- Иван Джамбазов – учителят Стаматов
- Мартина Нацкова – Нели
- Здравка Сребрева – Цецето
- Маргарита Хлебарова – възпитателка
- Александър Герганов – възпитател
- Теодора Сендова – домакинка
- Огнян Милушев – охранителя
- Петър Топалов – шофьорът на микробуса
- Михаил Петров – Чаню
- Асен Левов – подофицерът
- Валентин Станков – Калин
- Марин Димитров – фелдфебел
- Ивайло Трифонов – първи млад войник
- Атанас Найденов – втори млад войник
- Любомир Василев – стар войник
- Александър Хегедюш – едър войник
- Росен Петров – артелчика Арсо
- Майкъл Боатенг – Тата-Тита
- Идания Крус – жената на Ески Арап
- Капка Димова – млада негърка
- Ричи Боатенг – млад негър
- Ани Топалова – годеницата
- Димитър Терзиев – годеникът
- Десислава Джурова – Надя
- Борис Кашев – Владо
- Мила Люцканова – Вера
- Меглена Кралева – майката на Надя
- Борислав Русев – бащата на Надя
- Иван Панев – Андре
- Борислав Стоилов – поп Стефан
- Михаил Милчев – Петър, синът на стареца
- Ивко Тронков – Васил, бащата на бебето
- Стефан Митков – възрастен циганин
- Станислава Николова – Лиляна
- Любомир Фърков – Таско
- Робин Кафалиев – френски войник
- Асен Начев – френски войник
- Християн Георгиев – френски войник
- Севар Иванов – френски войник
- Христо Куновски – старейшина
- Антон Трендафилов – старейшина
- Владимир Николов – старейшина
- Иван Джуров – клисар
- Никола Олег Григоров – Петър, математика
- Свежен Младенов – бащата на Петър
- Мира Янева – майката на Петър
- Антоанета Кежова – сестрата на Петър
- Иван Владимиров – мъжа от социалното
- Дора Маркова – баба Величка
- Раиса Полякова-Тошева – чужденка
- Дмитрий Каюканов – чужденец
- Дея Кузова – преводачка
- Аделия Оклепо – Бубето
- Деян Метанов – брат на Бубето
- Сибила Метанова – първа жена от социалното
- Нинела Върбанова – втора жена от социалното
- Илиян Димитров – бащата на циганчетата-пушачи
- Флора Димитрова – майката на циганчетата-пушачи
- Цвета Иванова – бабата на циганчетата-пушачи
- Елена Георгиева – сестрата на циганчетата-пушачи
- Вельо Горанов – Живко
- Лазар Бараков – санитар
- Димитриос Василиос – гръцки пленник
- Маргарита Божилова-Андонова – жената на Живко
- Денис Тафров – дете на Живко
- Дамян Йовчев – дете на Живко
- Хелена Радославова – дете на Живко
- Богомил Атанасов – Адамов
- Полина Недкова – Катерина
- Юри Савчев – дядото на Асен
- Иван Несторов – бащата на Рангелов
- Милена Гюрова – медицинска сестра
- Лора Маркова – Шарлот
- Меглена Караламбова – мис Глейзър
- Джонас Толкингтън – мистър Кинг
- Тодор Танчев – бащата на Катерина
- Виктория Бинева – внучката на стареца
- Никола Шандал – момченцето на Коцева
- Юлия Кожинкова – дежурен лекар
- Галина Асенова – леля Вили
- Дария Урумова – млада сестра
- Стефанос Гулямджис – болен
- Николай Григоров – Чудния

Ученици от интерната:
- Александър Александров
- Сузана Мирчева
- Малвина Лортал
- Йоана Йорданова
- Денис Радоев
- Александър Томов
- Симона Стоянова
- Катерина Георгиева
- Николай Марков
- Васил Петров
- Борислав Веселинов
- Симеон Златев
- Валентин Клисарски
- Давид Димитров
- Здравко Ивков

Войници от заставата:
- Богомил Цветков
- Иван-Александър Иванов
- Венцислав Тошев
- Виктор Дренски
- Никола Лалев
- Радослав Иванов
- Минко Попдимитров
- Страшимир Михайлов
- Войко Войнов
- Симеон Байрамски
- Иван Иванов
- Калин Карабоюков
- Мартин Огнянов
- Боян Кузов
- Григор Яниславов
- Захари Харалампиев
- Кирил Кирилов

## Епизоди
1. „Ески Арап“ – 54 минути
2. „Случайни гости“ – 46 минути
3. „Предвестникът“ – 55 минути
4. „Чудния“ – 49 минути
5. „Наблюдател“ – 48 минути
6. „Светата нощ“ – 46 минути

## Награди
- Най-добър сериал за 2014 г. от Годишните награди на Българската филмова академия.